# Thomas Schafferer
Thomas Schafferer (* 7. Dezember 1973 in Innsbruck, Tirol) ist ein österreichischer Schriftsteller, Kulturvermittler und Verleger.

## Biografie
Bereits vor seinem Studium (Politikwissenschaft und Medienkunde) arbeitet er seit dem Jahr 1992 als Schriftsteller vor allem in den Bereichen Lyrik und Kurzprosa. Seitdem folgten zahlreiche Publikationen und Auftritte u. a. mit Hans Platzgumer, Hermes Phettberg, Franzobel, Kurt Lanthaler, Ulrike Draesner oder Michael Köhlmeier in Österreich, Deutschland, Schweiz, Frankreich, Großbritannien, Italien, Kroatien, Slowakei, Spanien, Tschechien und Ungarn. Er ist Gründer des Tiroler Literaturmagazins und Kulturvereins Cognac & Biskotten, das seit 1998 existiert. Er ist Mitglied der IG Autorinnen Autoren und war von 2004 bis 2006 Obmann der Tiroler Kulturinitiativen (Dachverband von rund 88 Kulturinstitutionen) bzw. Vizeobmann des Kulturgasthaus Bierstindl in Innsbruck. Seit Mitte 2008 ist er Co-Autor bzw. Hauptdarsteller neben Autor Daniel Suckert in den szenischen Kabarett-Krimi-Lese-Stücken „Kommissar Prohaska“ Fall 1 und Fall 2, die bereits mehrmals im Treibhaus Innsbruck aufgeführt wurden. 2010 ist Schafferer als österreichischer Vertreter Juror beim Prešover Kurzgeschichtenwettbewerb.
Seit 2006 spielt er u. a. gemeinsam mit Martin Amanshauser, Egyd Gstättner, Franzobel und Robert Menasse auch in der österreichischen Literaten-Fußballnationalmannschaft und erzielte als Stürmer bislang 15 Länderspieltore für Österreich.

## Werke
- 25 Poems, Gedichte, Poèmes, Poesie, Poemas. Edition Baes, Zirl 2017, ISBN 978-3-9504419-0-1.
- Jenseits von Luxemburg. Ein lyrischer Roman als Liebeserklärung (auch) an das Großherzlichkeitstum. Kabes a Rascht, Differdange 2015, ISBN 978-99959-892-0-0.
- 500 Polaroids einer Reise durch Europa. TAK, Innsbruck 2015, ISBN 978-3-900888-58-9.
- Beim Essen kemmen die Leit zåmm. Jugendplattform NEXT Wipptal, Steinach am Brenner 2015, DNB 1133038530.
- Differdange liegt am Meer. Éd. Phi, Differdange 2014, ISBN 978-99959-37-01-0.
- Pitsch, Patsch, Putsch! – das Manifest von Budapest. Zusammen mit Johanna Maria Egger und Daniel Furxer. pyjamaguerilleros*, Innsbruck 2012, ISBN 978-3-9503021-1-0.
- fujiyama hinter dächern. 4013 stunden im netz. Edition Baes, Zirl 2008, ISBN 978-3-9500933-8-4.
- Kaiserschmarrn. 20 absurde Kurzgeschichten und -krimis. pyjamaguerilleros*, Innsbruck 2008, ISBN 978-3-9501923-8-4.
- jahrzehnt ligurien. Italienische Reisen I. perspektivenverlag, Kösching 2008, ISBN 978-3-9811272-1-8.
- lyrik rocks. 2-3-4 rotzfreche Tracks. pyjamaguerilleros*, Innsbruck 2007, ISBN 978-3-9501923-7-7.
- suedesland. 129 griechische Impressionen. Edition Nove, Neckenmarkt 2007, ISBN 978-3-85251-017-0.
- postlagernd. 57 Gedichte aus dem Leben eines Briefträgers. Edition Baes, Zirl 2006, ISBN 3-9500933-3-8.
- digitally remastered. pyjamaguerilleros*, Innsbruck 2006, ISBN 3-9501923-4-4.
- 365 tage(buch). TAK, Innsbruck 2005, ISBN 3-900888-41-8.
- splitternackt.  pyjamaguerilleros*, Innsbruck 2001, ISBN 3-9501923-0-1.

## Herausgeberschaft
- female lyrics – Barbara Aschenwald, Petra Maria Kraxner, Esther Strauß; Cognac & Biskotten, Innsbruck 2006, ISBN 3-9501923-5-2.

## Auszeichnungen / Stipendien (Auswahl)
- 2004: Arthur-Haidl-Preis der Stadt Innsbruck
- 2006: Romstipendium des Bundeslandes Tirol
- 2006: Reisestipendium des Ö. Bundesministeriums für Unterricht, Kunst und Kultur
- 2007: Ateliergast in der Stadtmühle Willisau
- 2008: Projektstipendium des Bundeslandes Tirol